# Pierre-Levée des Sept Chemins
La Pierre-levée des Sept Chemins est un dolmen situé sur la commune de Bougon, dans le département des Deux-Sèvres. 

## Historique
Le dolmen fut fouillé en 1840 par Baugier et en août 1986 par Jean-Pierre Mohen avant d'être restauré. En 1995, Frédéric Bouin réalisa une fouille complète du tumulus à la demande du département des Deux-Sèvres, propriétaire du site, qui souhaitait le mettre en valeur. 
Le dolmen est classé au titre des monuments historiques en 1875 et en 1971,.

## Description
Le dolmen a été édifié sur une pente orientée au sud, non loin d'un sommet dominant la vallée de la Sèvre Niortaise, à environ 1 600 m de la nécropole de Bougon. Selon Claude Burnez et Jean-Pierre Mohen, le dolmen pouvait être classé comme un  dolmen de type angevin. La fouille complète de 1995 a révélé que le mur de parement rectiligne qui avait été reconnu par Mohen au nord du tumulus n'est pas d'époque néolithique. Il s'agit, vu son mode de construction, d'un muret de soutènement construit plus tardivement pour contenir les éboulis du tumulus. Le mur de parement d'origine est courbe, d'une facture assez sommaire. Il ceinture un tumulus circulaire constitué de pierres disposées en écaille sans disposition particulière et ne comprenant aucune structure interne spécifique.
L'édifice se présente actuellement comme un dolmen simple recouvert d'une unique table de couverture inclinée vers l'avant et épaisse de 20 à 27 cm qui repose sur trois orthostates. La chambre forme un trapèze de 3 m de long sur 2 m de large à l'entrée et 2,30 m au chevet. L'inclinaison des dalles vers l'intérieur de la chambre semble être volontaire et ne pas résulter d'une dégradation du monument. La chambre est précédée d'un couloir déporté à droite d'environ 1 m de large constitué de deux dalles verticales et d'une troisième au sol déjà signalées par Baugier en 1840, dont les fosses de calage furent retrouvées lors de la fouille de 1986. L'ensemble formait probablement à l'origine un trilithe. Les dalles sont en calcaire bathonien et proviennent vraisemblablement d'un vallon situé à environ 200 m au sud. 
Selon Bouin, il ne s'agit donc pas d'un dolmen de type angevin mais d'un dolmen de type angoumoisin (plan en « Q », tumulus circulaire) avec des proportions atypiques (couloir court, chambre trapézoïdale) et des influences angevines (portique, tumulus étroit).

## Mobilier archéologique
En 1840, Baugier signale avoir découvert des ossements humains et des tessons de poterie de facture récente. En 1986, Mohen y recueillit un mobilier assez pauvre, composé de tessons d'un même vase décorés de bandes parallèles et d'impressions obliques. En 1995, Bouin recueillit un mobilier archéologique exclusivement céramique et osseux. La céramique retrouvée est de couleur noire avec un dégraissant fin à base de mica. Des tessons du même type que ceux découverts par Mohen ont aussi été découverts et doivent correspondre au même vase. L'ensemble du mobilier est attribuable au Néolithique moyen à final.